# Penestomus armatus
Penestomus armatus is een spinnensoort uit de familie Penestomidae.
De wetenschappelijke naam van de soort werd in 1967 als Wajane armata gepubliceerd door Pekka Taisto Lehtinen.